# 유숭 (장후)
유숭(劉嵩, ? ~ 기원전 60년)은 전한 후기의 제후로, 조경왕의 아들이다.

## 행적
지절 2년(기원전 68년), 장후(張侯)에 봉해졌다.
신작 2년(기원전 60년), 강도살인을 저질렀다. 아버지의 신분에 기댄 유숭은 죄를 인정하지 않는 내용의 글을 선제에게 올렸으나, 결국 옥사하였다.

## 출전
- 반고, 《한서》 권15하 왕자후표 下

| 선대 (첫 봉건) | 전한의 장후 기원전 68년 4월 계묘일 ~ 기원전 60년 | 후대 (봉국 폐지) |